# HD 73256
HD 73256 é uma estrela variável na constelação de Pyxis. Em 2003, um planeta extrassolar foi descoberto orbitando-a.
| Planeta | Massa           | Semieixo maior (UA) | Período orbital (dias) | Excentricidade |
| ------- | --------------- | ------------------- | ---------------------- | -------------- |
| b       | >1,87 ± 0,49 MJ | 0,037               | 2,54858 ± 0,00016      | 0,029 ± 0,02   |